# Sonia Jakuschewa
Sonia Jakuschewa (rusky Соня Якушева, roz. Софья Валерьевна Якушева; * 23. ledna 1961, Moskva) je rusko-německá výtvarnice a vizuální básnířka, která se zabývá malbou, grafikou a sochařskými objekty.

## Život
V letech 1980–1985 studovala na Státní vysoké škole výtvarných umění V. I. Surikova v Moskvě obor malířství (prof. Tahir T. Salakhov). V době radikálních politických a kulturních zvratů během tzv. „perestrojky“ patřila Sonia Jakuschewa k aktivní skupině moskevské alternativní umělecké scény. V 80. letech vystavovala na kolektivních výstavách doma i v zahraničí, např. v Belgii, Chile, Finsku, Francii, Nizozemsku, Polsku, Švédsku a v USA. Od roku 1988 se zabývala abstraktní malbou a v roce 1989 měla první samostatnou výstavu v Galerii Na Kaširke („На Каширке“).
Roku 1992 získala stipendium Ministerstva kultury Šlesvicka–Holštýnska v Künstlerhaus Selk. 1993 se provdala za Jana Koblasu. Roku 1994 se stala členem BBK (Berufsverband Bildender Künstler) v Hamburku. Následovaly pracovní pobyty v Římě, Praze a na ostrově Ibiza.
Od roku 1993 žije a tvoří v Hamburku a v Praze.

## Dílo

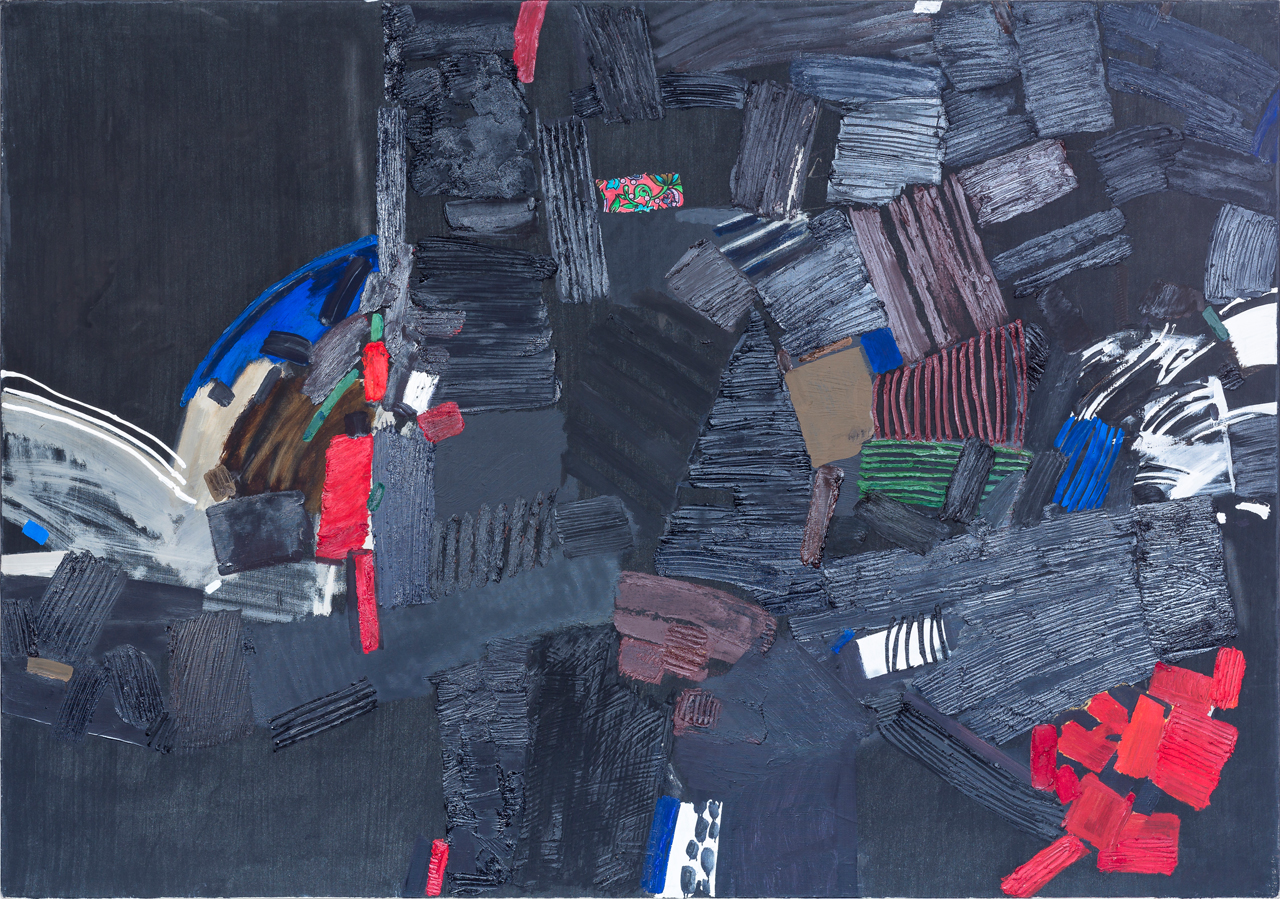
Sonia Jakuschewa, Ruská krajina, 1992, foto Dirk Eisermann

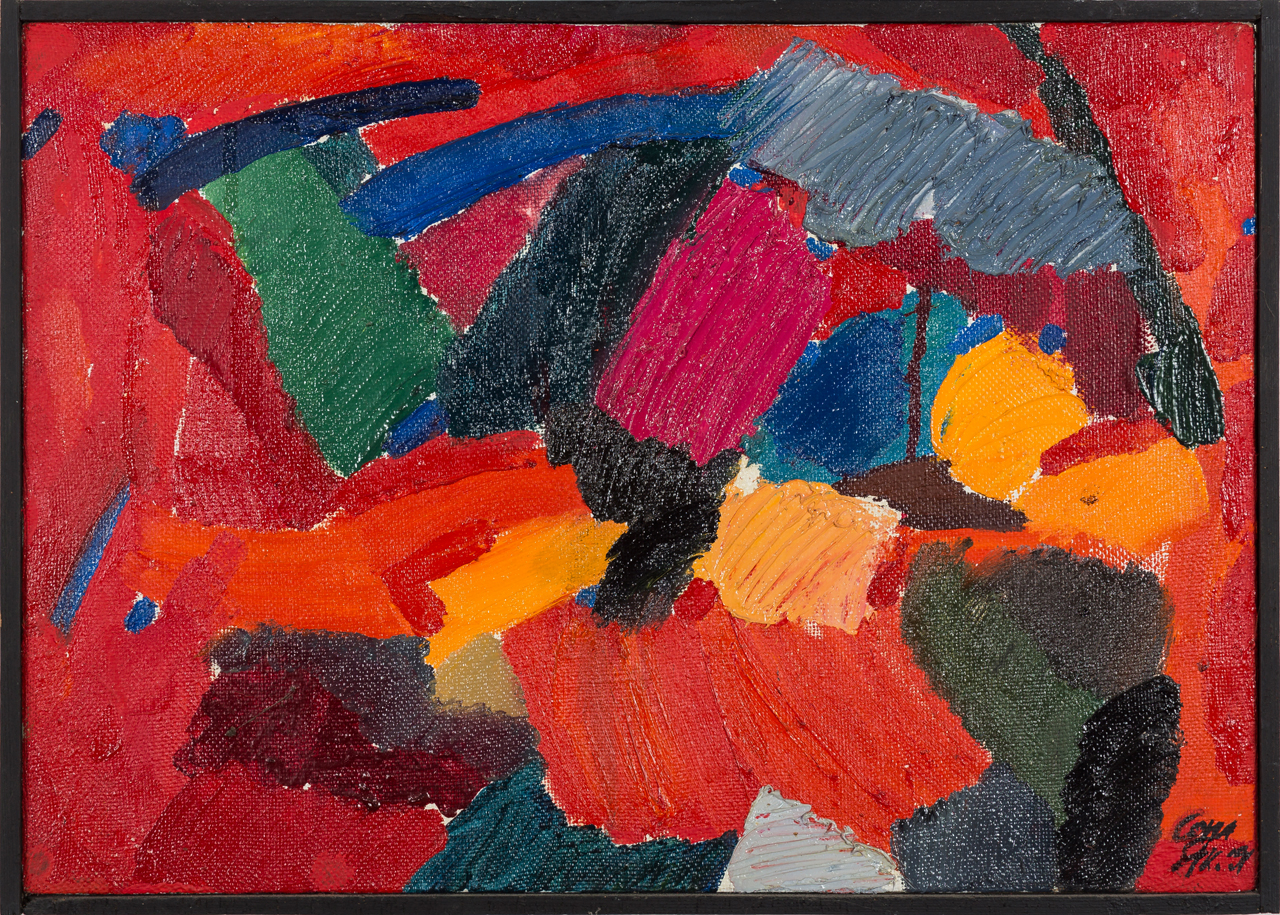
Sonia Jakuschewa, Počátek podzimu, 1993, foto Dirk Eisermann

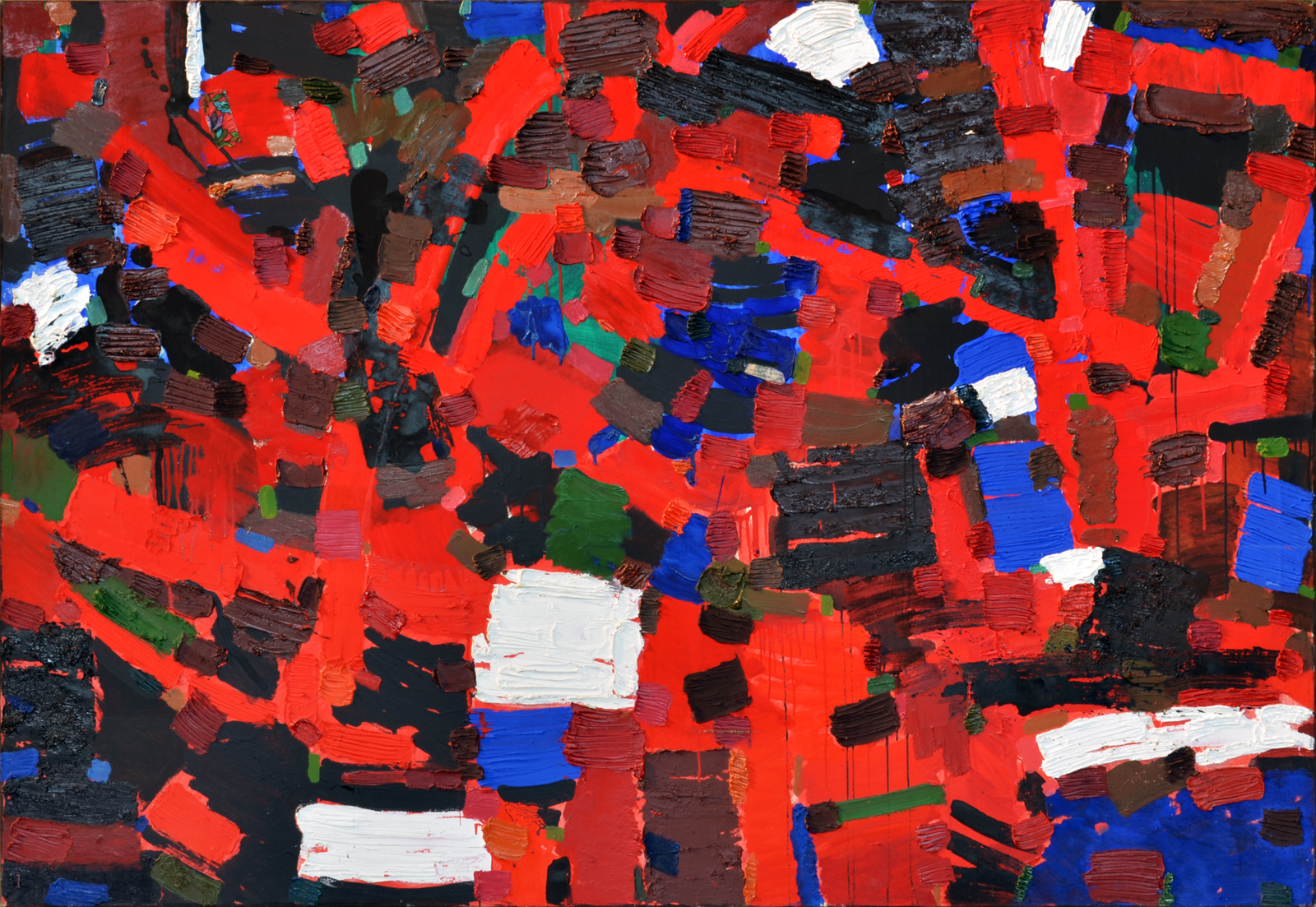
Sonia Jakuschewa, Červená Krajina (I), 2001

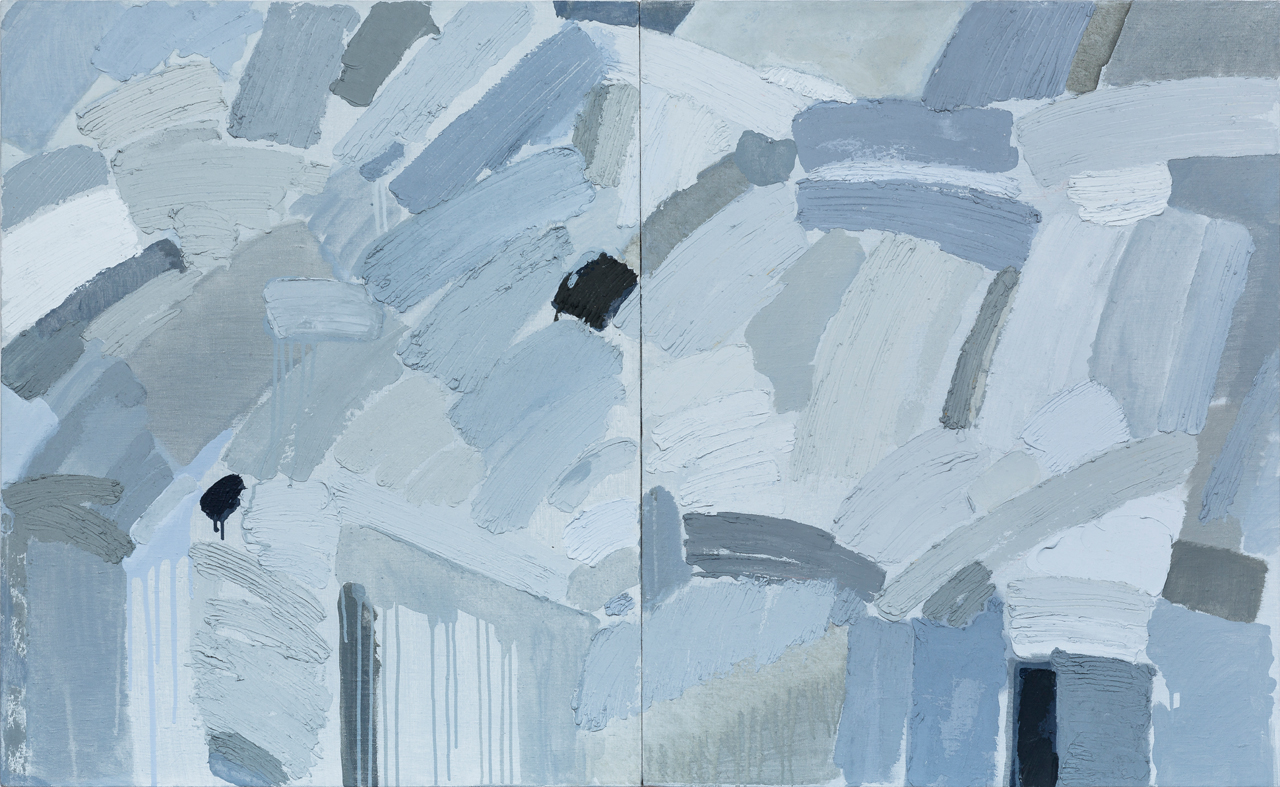
Sonia Jakuschewa, Bez názvu, 2007, foto Dirk Eisermann

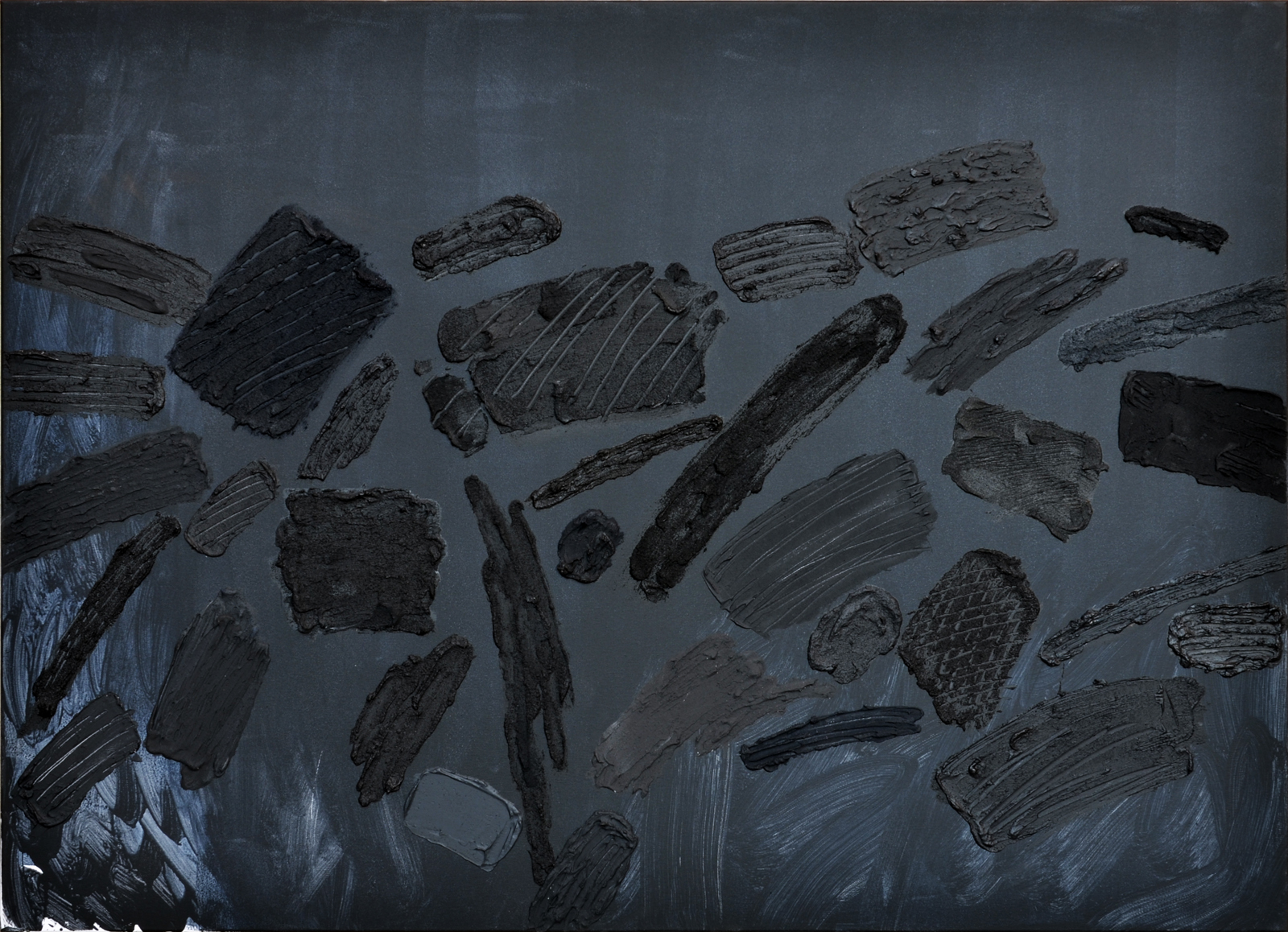
Sonia Jakuschewa, Temná zpráva I, 2015

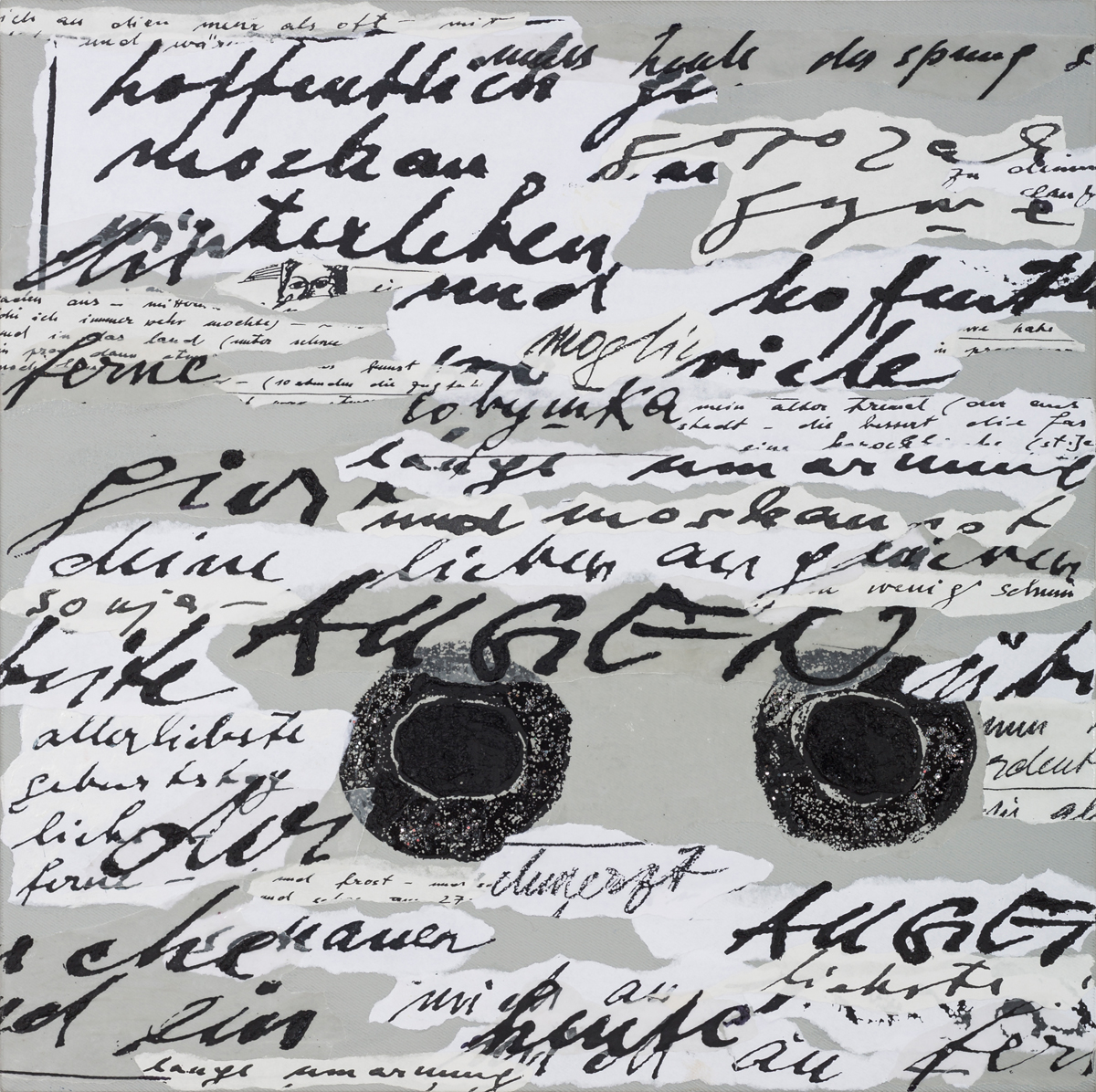
Sonia Jakuschewa, Milostné dopisy-Tvé oči I, 2005, foto Dirk Eisermann

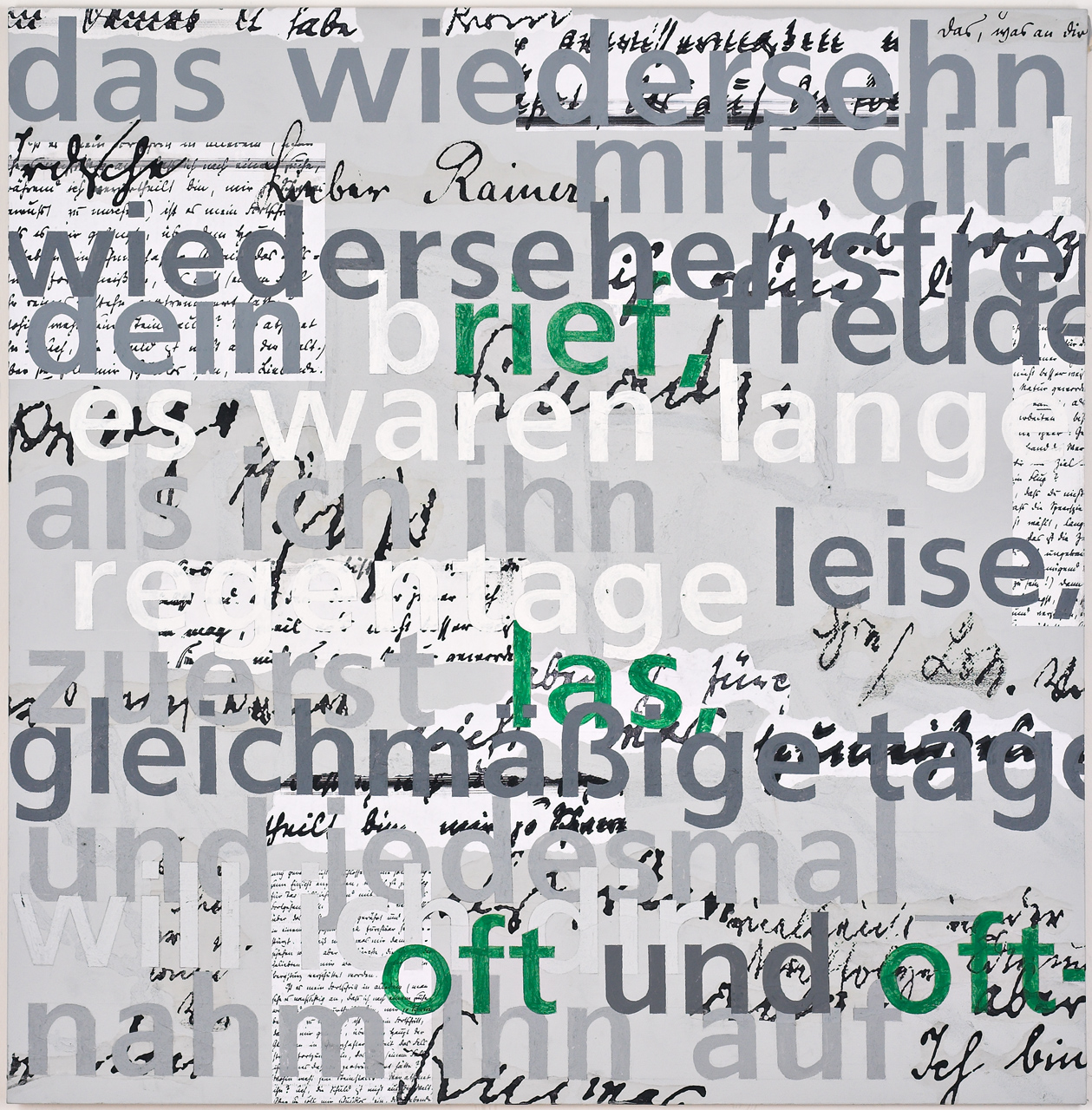
Sonia Jakuschewa, Dopisy pro Lou, 2005-2007, foto Bernd Perlbach

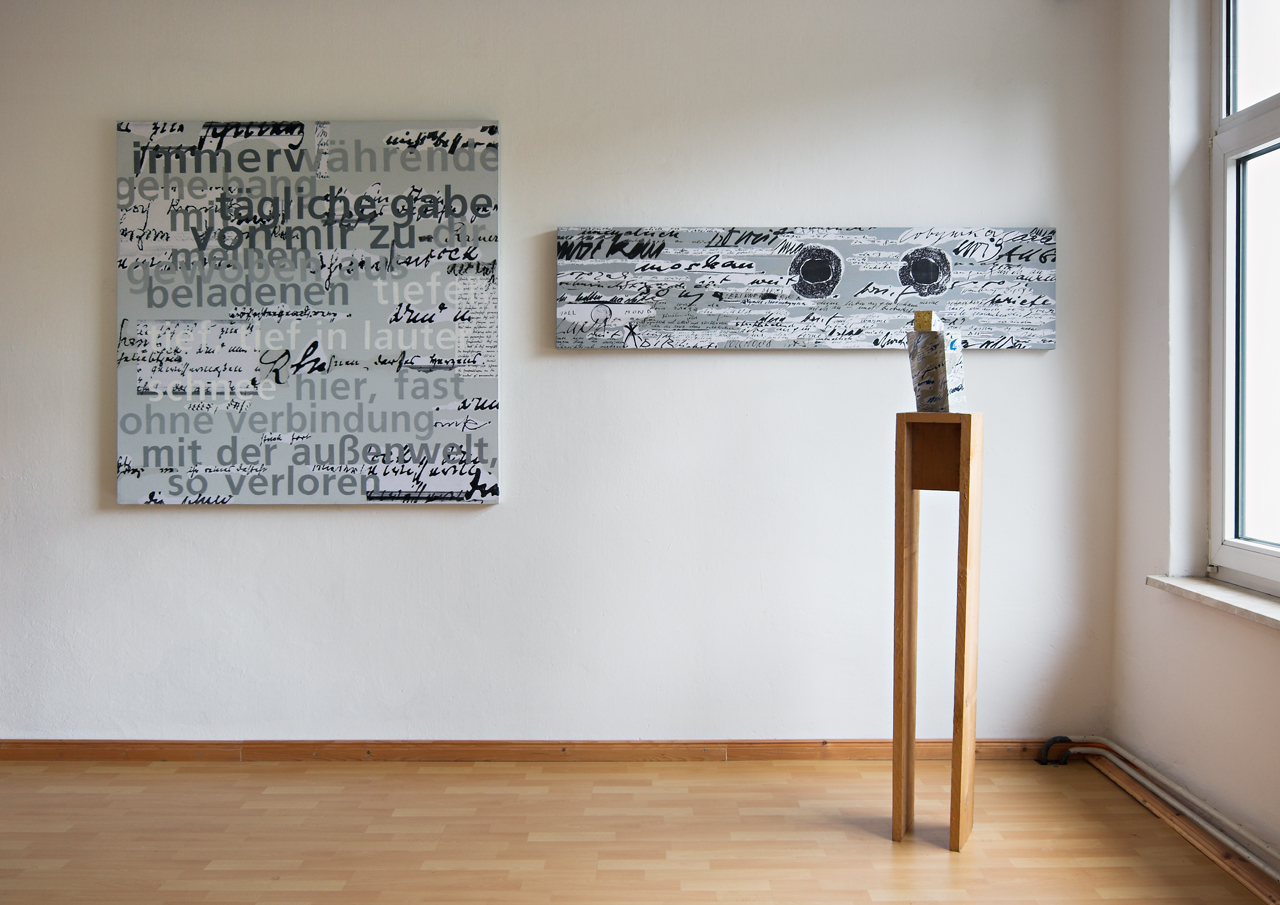
Sonia Jakuschewa, Milostné dopisy -Vzpomínky, Instalace Werkhof, Kiel, 2008, foto Helmut Kunde

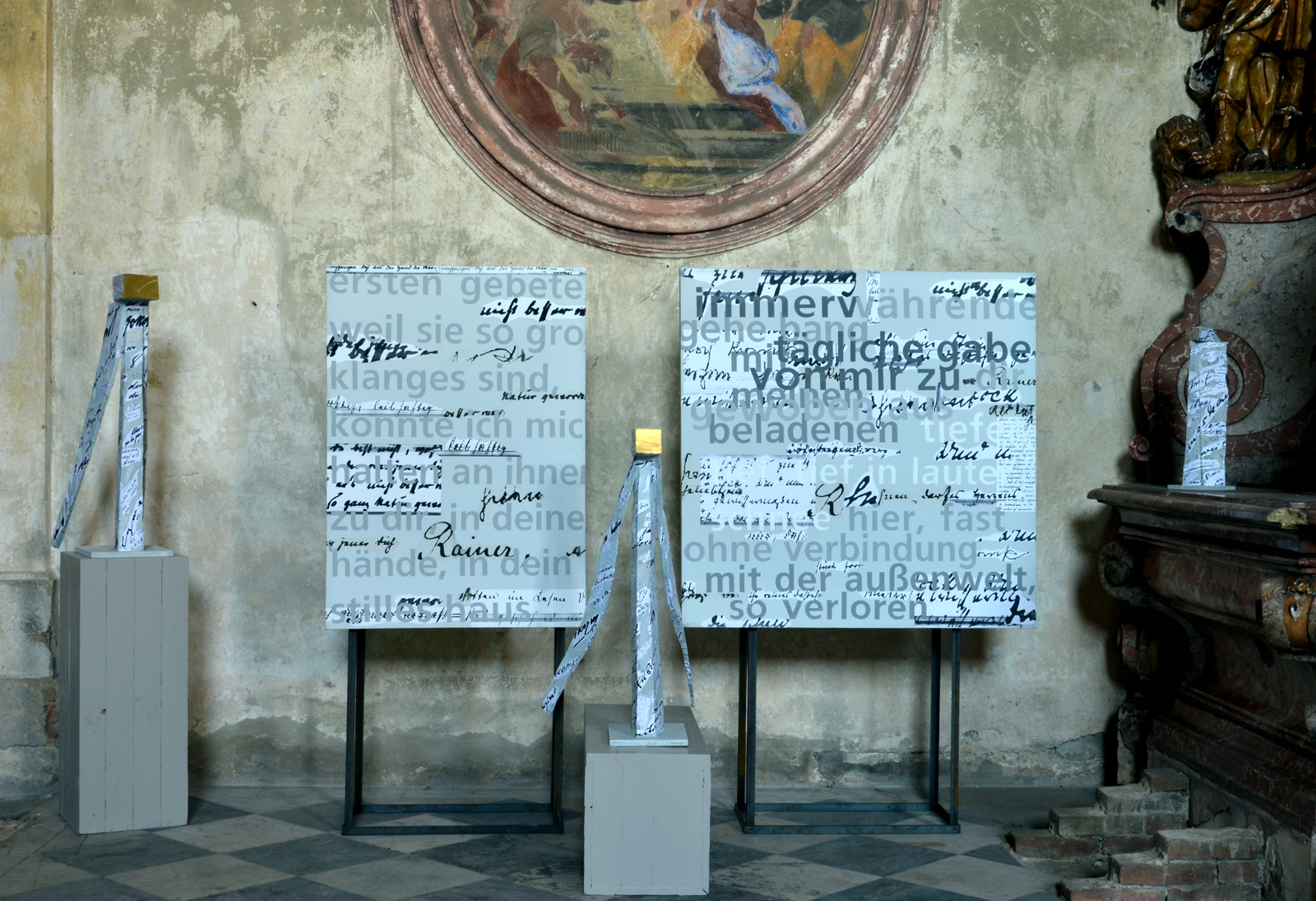
Sonia Jakuschewa, Dopisy pro Lou (2005-2007), Andělé (2015-2016), barokní kostel Zvěstování Panně Marii Octavia Broggia v Litoměřicích

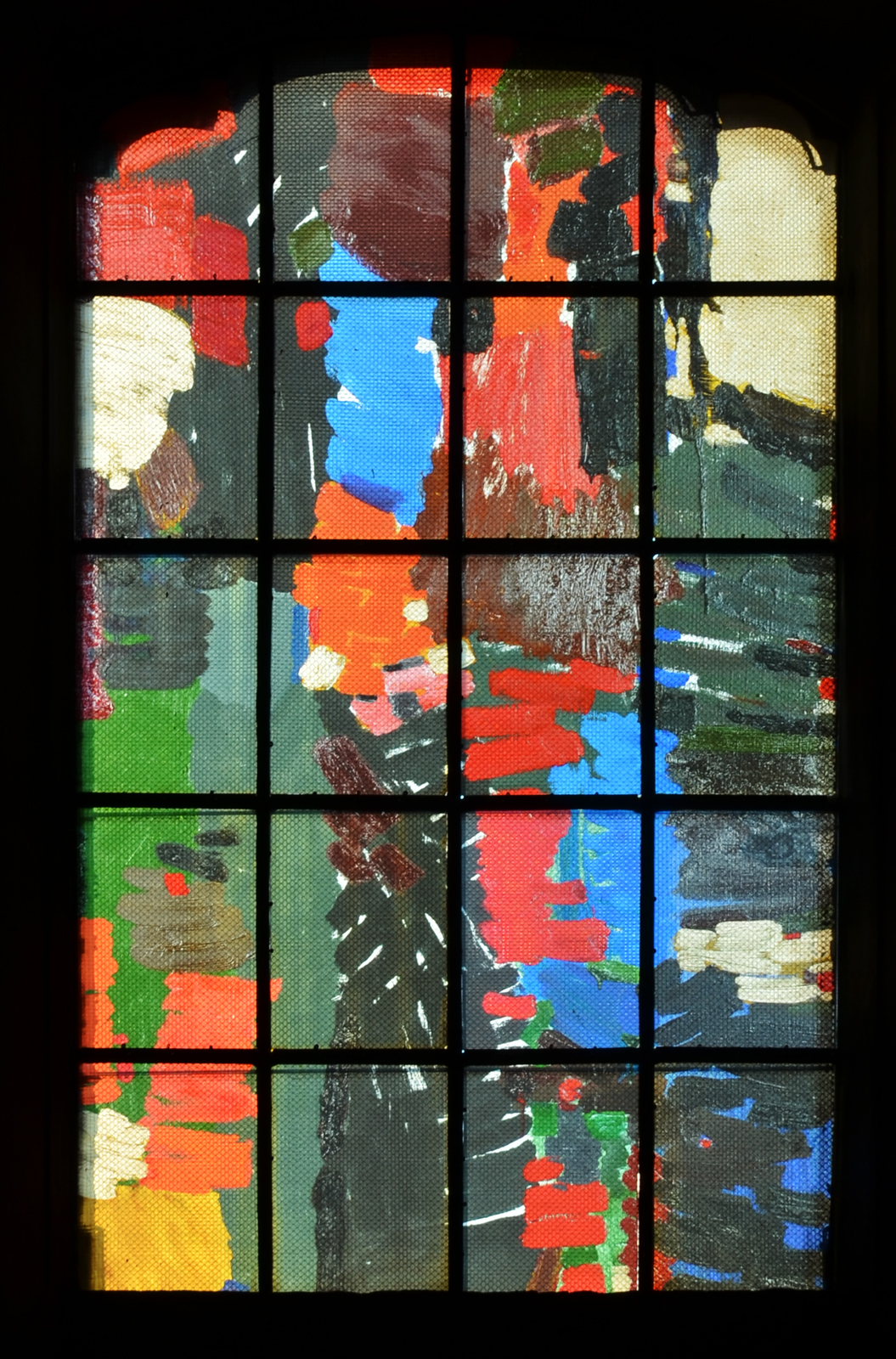
Sonia Jakuschewa, Rajská zahrada Okno (vitráž), 2016

Sonia Jakuschewa se již během studií zabývala teoretickými pracemi umělců Bauhausu: Kandinského a Ittena, Goetheho naukou o barvě i psychologickou analýzou Rudolfa Arnheima o vizuálním vnímání. Tou dobou již byla veřejně přístupná díla francouzských impresionistů ze světoznámých sbírek Tschukinových a Morozovových v moskevském Puškinově muzeu. Přitahovaly ji zejména malby Matisse, Bonnarda a Cezanna.
Záhy po ukončení studia, v době politického zvratu, se zařadila do progresivního proudu ruské malby, který se radikálně vymezoval proti oficiální výtvarné produkci. Znalec a sběratel východoevropského umění Jürgen Weichardt ji řadí k moskevské abstraktní škole pozdních osmdesátých let dvacátého století a obrazy Sonii Jakuschewy vnímá jako „díla vnitřního osvobození, která s velkou silou a otevřeností takovou svobodu v sobě nesou a existenci uměleckého činu přímo transportují a zvýrazňují“.
Její dosavadní malířské dílo lze rozdělit do dvou skupin. Jednak jsou to expresivní barevné obrazy, na druhé straně pak monochromní práce ve světle šedých tónech s akcenty černé nebo bílé, u nichž vzniká napětí mezi hladkou základní plochou a silným pastózním nánosem, který působí zvláštní plasticitou.
Expresivní barevné obrazy z cyklu Červených krajin, Ruských krajin nebo Zahrad vznikaly převážně v první polovině 90. let, tedy v době Jakuschewy moskevského pobytu a následného přesunu do Hamburku. S intenzitou malířského gesta souzní hutnost a volba barev. Jejich kombinace a jemné nuance prozrazují autorčin velký cit pro barvu a pro její výpovědní hodnotu (Zahrada, 1992, Sen, 1998, Krajiny z let 2010-2014). 
Od roku 1995, paralelně s abstraktními obrazy krajin, Jakuschewa vytváří početný cyklus konceptuálních písmových a kolážovaných obrazů, které využívají obsahové i vizuální vlastnosti písma a textu (Milostné dopisy / Vzpomínky, 1995-1999). Zvětšené fragmenty dopisů, fixované na plátno metodou koláže, utvářejí strukturu, jejíž výtvarné kvality určuje kaligraficky cítěný rukopis, frázování uvnitř slova, rytmus řazení útržků, střídání odlišné velikosti písma a celkové horizontální členění. Pohledem zblízka může divák odkrývat význam slov, vnímat jejich tvar i sdělení, z odstupu se může nechat unést čistě estetickým poselstvím již nečitelné struktury, aniž by tím byl oslaben výchozí koncept. Některá slova a věty se na obrazech záměrně opakují, zvětšují se a mizí, zpřítomňují vzpomínky i čas a stávají se intimní výpovědí o hlubokém mezilidském vztahu. Tématem souboru obrazů Dopisy pro Lou je korespondence básníka Rainera Marii Rilkeho s ruskou spisovatelkou Lou Andreas-Salomé. Podobně jako v předchozím cyklu zde kombinuje zvětšené útržky rukopisu s jinými typy písma.
Od roku 2000 se zabývá také třírozměrnými objekty. Spolu s Janem Koblasou se podílela na výzdobě interiéru kaple sv. Václava v Bílce a pro Cestu přátelství navrhla objekt Hommage à Rainer Maria Rilke (2002). Od roku 2008 se věnuje dotváření Koblasových soch andělů, které pokrývá útržky „milostných dopisů“ (Anděl lásky, 2008-2017). Formálně lze tyto sochy, ze kterých sestavuje prostorové instalace, přiřadit k jejím skripturálním malbám.
Některá společná díla byla představena na retrospektivní výstavě Jana Koblasy, konané v Jízdárně Pražského hradu v roce 2012.  Její obrazy a Andělé byli součástí instalace na výstavě Skrytá Poselství v odsvěceném barokním kostele Zvěstování Panně Marii Octavia Broggia v Litoměřicích 2016. Pro tento prostor vytvořila také návrh abstraktní barevné vitráže.

### Díla ve veřejném prostoru
- 1996 Skříň Hillebrandových varhan v kostele Sv. Vicelína v Norderstedtu (spolupráce s Janem Koblasou), Německo
- 2000 Hommage à R. M. Rilke (v. 250 cm, Anröchtský dolomit), Cesta přátelství, Bílka, Česko
- 2001 Sgrafita textu „Otče náš“ a „deseti přikázání“ v Kapli Sv. Václava v Bílce pod Milešovkou (spolupráce s Janem Koblasou)
- 2013 Prorok Isaiáš (v. 250 cm, Anröchtský Dolomit), Kaerchau, Německo (spolupráce s Janem Koblasou)
- 2015 Rajští ptáci / Pátý den stvoření (v. 300 cm, Anröchtský dolomit), Hamburk-Blankenese, Německo (spolupráce s Janem Koblasou)
- 2016 Rajská zahrada, vitráž okna (akrylová fólie, v. 511 cm), Jezuitský kostel Zvěstování Panně Marii v Litoměřicích

### Výstavy (výběr)

#### Autorské
- 1989 Sonia Jakuschewa, Galerie Na Kašírce, Moskva
- 1996 Sonia Jakuschewa: Malovaná okna, Gnadenkirche Hamburg
- 1998 Sonia Jakuschewa: Milostné dopisy, Galerie Christoph Dürr, Mnichov, „die galerie“, Christoph Dürr, Berlín
- 2016 Sonia Jakuschewa: krajiny - dopisy - sny / díla z posledních dvaceti let, Galerie Christoph Dürr, Mnichov[7]

#### S Janem Koblasou
- 1995 Galerie Groll, Naarden, Holandsko
- 2009 Znamení lásky (Hommage a R. M. Rilke): Sonia Jakuschewa, Jan Koblasa, St. Jacobi, Hamburg
- 2010 Sonia Jakuschewa/Jan Koblasa: Rajská zahrada, Evangelische Gemeindeakademie Hamburk-Blankenese
- 2014 Sonia Jakuschewa/Jan Koblasa: Rozhovory, „Topičův klub“ Topičova salonu v Praze[8]
- 2015 Sonia Jakuschewa/Jan Koblasa: Rozhovory, Galerie Václava Chada ve Zlíně
- 2015 Sonia Jakuschewa/Jan Koblasa: Barva – Tvar – Písmo, Galerie města Pardubic[9][10]
- 2016 Sonia Jakuschewa/Jan Koblasa: Skrytá poselství, Severočeská galerie výtvarného umění v Litomeřicích[11]

#### Skupinové
- 1991 Hommage à Malevitsch, Tretjakovská Galerie, Moskva
- 1992 Sonia Jakuschewa, Ursula Goldau, Výstavni síň Taganskaja, Moskva
- 1992 KKKK (Olga Akulina, Nina Kotel, Sonia Jakuschewa, Vladimir Salnikov), Centrální dům umění, Moskva
- 1992 Moskevský byt, Galerie A-3, Moskva
- 1992 Le Printemps de Moscow (Vladimir Bashlykov, Marina Tukačeva a další), Galerie b. Kawelan, Brusel, Belgie
- 1994 3. Internationale Grafik-Triennale, Chamalieres, Francie
- 1994 Help me to paint, Santiago de Chile
- 1995 Das Maß/Hamburger Format, Museum für Kunst und Gewerbe, Hamburg
- 1997 Forum Book Art, Museum der Arbeit, Hamburg, Marstall, Ahrensburg
- 1997 V povědomí - Souvislosti, Dary Bochumskému Muzeu, (…daleko od Moskvy… / Obraz – Prostor – Zvuk, spolupráce s komponistou Wittwulfem Y Malikem), Museum Bochum
- 1997-1998 Projekt Rotes Golgorjak (Ursula Goldau, Eugenia Gortchakova, Sonia Jakuschewa), Elbeforum, Brunsbüttel – Schloss, Agathenburg b. Stade – Städtische Galerie im Buntentor, Bremen a další
- 1998 Forum Book Art, Museum der Arbeit, Hamburg
- 1998 Bartkowiak Edition und Galerie, Marstall, Ahrensburg
- od roku 1999 každoroční účast na mezinárodní výstavě Nord Art, KiK (Umění v Carlshütte) GmbH, Büdelsdorf b.Rendsburg Nord Art: Sonia Jakuschewa Archivováno 1. 3. 2017 na Wayback Machine.
- 2000 Scripturale, Kunsthaus Hamburg
- 2000 Literarní Praha, Museum Rade am Schloss Reinbek
- 2001 Short Storys auf der Heide, Einstellungsraum Elke Suhr, Hamburg (spolu s Claudia Hoffmann, Llaura Sünner und Elke Suhr)
- 2002 wegZiehen: der weibliche Blick auf Migration in Kunst und Wissenschaft, Speicherstadt, Hamburg (organizátor: Frauenmuseum Bonn)
- 2004 Hommage à Leoš Janáček, (105 umělců ze 17 zemí), Dům umění Brno
- 2005 Metamorfozy ženského těla, Galerie Christoph Dürr, Mnichov
- 2006 16. Kunstmesse, Frauenmuseum Bonn
- 2006 Severoněmecké umění, Künstlerwerkgemeinschaft Kaiserslautern
- 2007 Koblasova škola, Ahlmann-Gelände (Büdelsdorf/Rendsburg)
- 2014 Umělecké páry, Galerie der-blick-auf-die-kunst, Stexwig
- 2014 Umění krajny, Galerie der-blick-auf-die-kunst, Stexwig
- 2015 14 Jahre KunstHaus am Schüberg, Dům umění Ammersbek
- 2016 Setkání umění s biblí, St. Katharinen Hamburg
- 2017 Wintereise, Evangelische Gemeinde-Akademie Blankenese, Hamburg

### Publikace
- Jan Koblasa, Konec exilu/cizinec mezi svými, Ztichlá klika, Praha 2013, ISBN 978-80-904641-6-2

### Katalogy
- Collection’89, Moscow Palette, text Eugenia Gortchakova, The House of Soviet culture and science in Helsinki, Moscow 1989
- KKKK: Olga Akulina, Hina Kotel, Elena Muchanova, Vladimir Salnikov, Sonia Jakuschewa, Zentrales Künstlerhaus Moskau, Moskau 1992
- Sonia Jakuschewa, Ursula Goldau, text Michail Bode, Goethe-Institut in Moskau (1992), Galerie in Fronhof, Leutesdorf, Künstlerhaus Selk 1993
- In meines Vaters Haus sind viele Wohnungen. 20 Jahre Michaeliskapelle Schleswig 1974-1994, text Ursula Goldau a kol., kat. kol. 40 s., Michaeliskapelle Schleswig 1994
- Das Mass — Ziegelsteine, Hans Braumüller, Sonia Jakuschewa, Jan Koblasa, Tove M. Traavik a další, text Ursula Meyer-Rogge, Museum für Kunst und Gewerbe Hamburg, Neumüster 1994
- Dialog 2. KünstlerInnen und Künstler aus 13 Ländern, text Helmut Ehlers, Joachim Buttler, BBK Hamburg e. V., Hamburg 1995
- Rotes Golgorjak: Sonia Jakuschewa, Ursula Goldau, Eugenia Gortchakova; Malerei, Installationen, Objekte, Katalog für die Ausstellungen „Rotes Golgorjak“, Galerie im Fronhof Leutesdorf (20.7. – 31.8.1997), Städtische Galerie im Buntentor Bremen (September 1998) , Isensee 1997, ISBN 9783895984440
- Im Bewußstsein der Zusammenhänge, Schenkungen an das Museum Bochum, text Peter Spielmann, Bochum 1998
- Sonia Jakuschewa, text Dr. Dietrich Mahlow, „die galerie“, Christoph Dürr, Berlin – Galerie Christoph Dürr, München, Christoph Dürr Verlag München 1998 ISBN 3-923635-38-9
- seit 1999, Nord Art, KiC (Kunst in der Carshütte) GmbH, Büdelsdorf/Rendsburg
- Schenkungen, text Hans Günter Golinski, Petr Spielmann, Jürgen Weichardt, kat. kol. 56 s., Museum Bochum 2000
- Scripturale, text Dörte Zbikowski, Kunsthaus Hamburg, BBK Hamburg e. V., Hamburg 2000
- Hommage a Carlfriedrich Claus, Kunst-Keller Annaberg e.V., Annaberg 2000
- Frauen-Bilder, Städtische Galerie Wollhalle Güstrow 2001, Rostock 2001
- Freundschaftsweg / Cesta přátelství, text Jan Koblasa, Petr Spielmann, kat. 48 s., Altenburg 2002
- Paper Art in Stormarn 2002. 53 internationale KünstlerInnen, Museum Rade und Schloss Renbeck – Kulturzrntrum Marstall Ahrensburg u.a., Hamburg 2002, ISBN 3-88920-042-7
- Pocta Leoši Janáčkovi / Hommage à Leoš Janáček (105 umělců ze 17 zemí), Jul de Roover a kol., kat. kol. 239 s., Ars Publica, Dům umění města Brna 2004, ISBN 80-7009-137-1
- Kaple Svatého Václava a Cesta přátelství v Bílce pod Milešovkou / Kapelle des Heiligen Wenzel und Freundschaftsweg in Bílka, text Miroslava Hlaváčková, Jiří Šulc, kat. 8 s., Občanské sdružení Bílky pod Milešovkou 2006
- Sonia Jakuschewa, Malerei – Objekt – Grafik, texty Jan Koblasa, Dietrich Mahlow, Reinhard K. Petrick, Thomas Sello, kat. 21 s., Hamburg 2010
- Jan Koblasa, Sonia Jakuschewa: Rozhovory / Dialogs, text Ilona Czakó Víchová, kat. 6 s., Topičův salon, Praha 2014
- Jan Koblasa a Sonia Jakuschewa: Rozhovory, text Ilona Víchová, kat. 8 s., Zlínský zámek, o.p.s., Zlín 2015
- Jan Koblasa a Sonia Jakuschewa – Skrytá poselství, text Mahulena Nešlehová. A5, kat.16 s., Severočeská galerie výtvarného umění v Litoměřicích, 2016
- GEDOK 9.0 / Künstlerinnen der GEDOK Hamburg, text Dr. Carsten Brosda, Dr. Sabine Schulze a další, Hamburg 2017
- Wintereise/Der Liederzyklus, gesehen von 28 KünstlerInnen, text Thomas Sello, Ev. Gemeinde-Akademie Blankenese, Hamburg 2017